# Lynley Hood
Lynley Hood, née en 1942 à Hamilton, est une scientifique, érudite indépendante, biographe et autrice néo-zélandaise.

## Biographie
Originaire de la Nouvelle-Zélande, Lynley Hood est titulaire d'une maîtrise en physiologie et d'un doctorat en littérature de l'Université d'Otago. Elle  travaille dans la recherche médicale jusqu'en 1979, avant de se consacrer à l’écriture comme écrivaine indépendante. Elle a publié un certain nombre de biographies et d'ouvrages non fictionnels. Elle vit et poursuit l’écriture de ses livres à Dunedin.

## Carrière littéraire
En 1989, Lynley Hood est l’autrice de Sylvia ! The Biography of Sylvia Ashton-Warner, une biographie de l'auteure et pédagogue néo-zélandaise Sylvia Ashton-Warner. L’ouvrage remporte le prix PEN du meilleur premier livre de prose, le prix Goodman Fielder Wattie, et le prix du livre parlant de l'année de la Fondation néo-zélandaise pour les aveugles. En 1990, elle consacre une biographie à Sylvia Ashton-Warner avec Who is Sylvia? The Diary of a Biography. En 1991, elle obtient la bourse Robert Burns.
En 1994, Lynley Hood publie Minnie Dean : Her Life & Crimes, une biographie de Minnie Dean, la seule femme à avoir été condamnée à la peine de mort en Nouvelle-Zélande,. La pièce The Baby Farmer publié en 1996, a été mise en scène et jouée à la radio néo-zélandaise. 
En 2001, l’écrivaine est récompensée de la médaille du Montana, du prix des lecteurs et du Skeptics Bravo Award pour le roman City Possessed: The Christchurch Civic Crèche Case,. La même année, Lynley Hood est nommée parmi les "Six des meilleurs Néo-Zélandais" de l’année par The Press. En 2003, elle est citée comme l’une des "Néo-Zélandais qui ont fait la différence" par le magazine North & South.